# Ali Faez
Ali Faez Atiyah (arabiska: علي فائز عطية), född 9 september 1994 i Bagdad, Irak, är en irakisk fotbollsspelare, som bland annat var med och spelade U20-VM för Irak 2013, där landslaget avslutade på en fjärde plats.
Faez har tidigare spelat i bland andra Al-Sinaa och Al-Karkh SC, men spelar nuvarande för Çaykur Rizespor i Süper Lig.